# سلجوقیان شام
سلجوقیان شام شاخه‌ای از حکمرانان سلسله سلجوقیان در منطقه شام بودند که بنیانگذار این خاندان تُتُش بن آلپ ارسلان بود. ملکشاه سلجوقی، سرزمین شام را در سال ۴۷۰ هجری قمری به اقطاع به وی واگذار کرد. پس از مرگ ملکشاه در سال ۴۸۶ قمری، تُتُش طغیان کرد و اندکی بعد حکومت شام را مستقل ساخت.
پس از او، پسرانش رضوان‌ بن تتش در حلب و دُقاق بن تتش در دمشق حکومت کردند. سپس آلپ ارسلان اخرس و برادرش سلطان شاه بن رضوان به‌سلطنت پرداختند و در آخر به‌دست اتابکان دمشق و امرای اَرْتُقیّهٔ دیاربکر ازمیان رفتند.

## شاهان سلجوقی شام
- ابوسعید تاج‌الدوله تتش اول (دور اول)
- جلال‌الدوله ملکشاه اول
- قاسم‌الدوله ابو سعید آق سنقر الحاجب۴
- ابوسعید تاج‌الدوله تتش اول (دور دوم)
- فخرالملک رضوان
- تاج‌الدوله آلپ ارسلان اخرس
- سلطان شاه